# آنتونیوس نیکوپولیدیس
آنتونیوس نیکوپولیدیس (به یونانی: Αντώνιος Νικοπολίδης) (زادهٔ ۱۴ ژانویه ۱۹۷۱ در آرتا) بازیکن سابق فوتبال اهل یونان می‌باشد که در پست دروازه‌بان بازی می‌کرد.
او از بهترین دروازه‌بان‌های تاریخ فوتبال یونان نیز به‌شمار می‌رود. نیکوپولیدیس در قهرمانی تیم ملی فوتبال یونان در مسابقات جام ملت‌های اروپا ۲۰۰۴ نقش مهمی داشت٬ که در تیم منتخب یوفا در این تورنمنت هم جای گرفت. او تمام دوران باشگاهی خود را در تیم‌های باشگاهی کشور یونان سپری کرد.
آنتونیوس نیکوپولیدیس سابقهٔ بازی در دو تیم مطرح یونانی پاناتینایکوس و المپیاکوس را نیز دارد. او پانزده فصل عضو تیم پاناتینایکوس و هفت فصل عضو تیم المپیاکوس بوده‌است. وی در سال ۲۰۱۱ در سن ۴۰ سالگی از فوتبال باشگاهی خداحافظی کرد.

## تیم ملی یونان
نیکوپولیدیس اولین بازی ملی خود را در تاریخ ۱۸ اوت ۱۹۹۹ در مقابل تیم ملی فوتبال السالوادور انجام داد.
او بازی‌های درخشانی در مسابقات یورو ۲۰۰۴ از خود به نمایش گذاشت. در شش بازی انجام شدهٔ یونان در این مسابقات٬ چهار گل دریافت کرد که همهٔ آن‌ها در مرحلهٔ گروهی به ثمر رسیده بود و در سه بازی مرحلهٔ حذفی هیچ گلی دریافت نکرد که در آخر تیم ملی یونان که از خط دفاع قدرتمندی هم برخوردار بود٬ به مقام قهرمانی این دوره از مسابقات دست یافت.
پس از بازنشستگی تئودوروس زاگوراکیس٬ نیکوپولیدیس کاپیتان تیم ملی یونان شد.
نیکوپولیدیس در ۹۰ بازی ملی در ترکیب تیم ملی فوتبال یونان حضور داشته‌است.
وی در تاریخ ۱۵ ژوئن ۲۰۰۸ و در سن ۳۷ سالگی٬ بازنشستگی خود را از بازی‌های بین‌المللی فوتبال پس از جام ملت‌های اروپا ۲۰۰۸ اعلام کرد.

## آمار بازی‌های ملی
| تیم ملی یونان | تیم ملی یونان | تیم ملی یونان |
| سال           | تعداد بازی    | تعداد گل      |
| ------------- | ------------- | ------------- |
| ۱۹۹۹          | ۵             | ۰             |
| ۲۰۰۰          | ۷             | ۰             |
| ۲۰۰۱          | ۵             | ۰             |
| ۲۰۰۲          | ۱۰            | ۰             |
| ۲۰۰۳          | ۱۱            | ۰             |
| ۲۰۰۴          | ۱۶            | ۰             |
| ۲۰۰۵          | ۱۳            | ۰             |
| ۲۰۰۶          | ۹             | ۰             |
| ۲۰۰۷          | ۷             | ۰             |
| ۲۰۰۸          | ۷             | ۰             |
| مجموع         | ۹۰            | ۰             |

## افتخارات
باشگاهی
 پاناتینایکوس
- سوپر لیگ یونان: ٬۱۹۹۰ ٬۱۹۹۱ ٬۱۹۹۵ ٬۱۹۹۶ ۲۰۰۴
- جام حذفی یونان: ٬۱۹۹۱ ٬۱۹۹۳ ٬۱۹۹۴ ٬۱۹۹۵ ۲۰۰۴
- سوپر جام یونان: ٬۱۹۹۳ ۱۹۹۴

 المپیاکوس
- سوپر لیگ یونان: ٬۲۰۰۵ ٬۲۰۰۶ ٬۲۰۰۷ ٬۲۰۰۸ ٬۲۰۰۹ ۲۰۱۱
- جام حذفی یونان: ٬۲۰۰۵ ٬۲۰۰۶ ٬۲۰۰۸ ۲۰۰۹
- سوپر جام یونان: ۲۰۰۷

ملی
 یونان
- جام ملت‌های اروپا: ۲۰۰۴

فردی
- بهترین دروازه‌بان یونان: ٬۲۰۰۰ ٬۲۰۰۲ ٬۲۰۰۳ ٬۲۰۰۴ ٬۲۰۰۵ ٬۲۰۰۶ ٬۲۰۰۸ ۲۰۰۹
- جام ملت‌های اروپا ۲۰۰۴: عضو تیم منتخب تورنمنت